# 前河原
前河原（まえがわら）は、茨城県下妻市の町名。郵便番号は304-0076。

## 地理
下妻市西部、鬼怒川東岸に位置する。飛び地がある。

## 歴史
- 1920年4月1日 - 茨城県道15号結城下妻線制定。

## 世帯数と人口
2016年（平成28年）4月1日現在の世帯数と人口は以下の通りである。
| 町丁   | 世帯数  | 人口  |
| ------ | ------- | ----- |
| 前河原 | 350世帯 | 957人 |

## 交通
- 鉄道は通っていない（最寄り駅は関東鉄道常総線の下妻駅または大宝駅である）。

### 道路
- 茨城県道15号結城下妻線

## 施設
- 愛宕神社
- 砂沼パークタウン集会所